# Fuego en la sangre (película de 1953)
Fuego en la sangre es una película española de drama estrenada en 1953, dirigida por Ignacio F. Iquino y protagonizada en los papeles principales por Antonio Vilar y Marisa de Leza.
Por su papel en la película Marisa de Leza fue galardonada con la medalla del Círculo de Escritores Cinematográficos a la mejor actriz principal.

## Sinopsis
La película narra el triángulo amoroso entre Juan Fernando, el mayoral de una ganadería de reses bravas, Soledad y el prometido de esta. Durante una pelea con el novio de la chica, la esposa de Juan Fernando muere de un infarto. La locura del hombre desencadena una tragedia.

## Reparto
- Antonio Vilar
- Marisa de Leza
- Antonio Casas
- Conchita Bautista
- Luis Induni
- María Cañete
- Modesto Cid
- Rafael López Somoza
- Consuelo de Nieva
- Miguel Paparelli
- María Dolores Pradera

## Premios
Novena edición de las Medallas del Círculo de Escritores Cinematográficos
| Categoría              | Persona        | Resultado |
| ---------------------- | -------------- | --------- |
| Mejor actriz principal | Marisa de Leza | Ganadora  |